# Família Zambelli

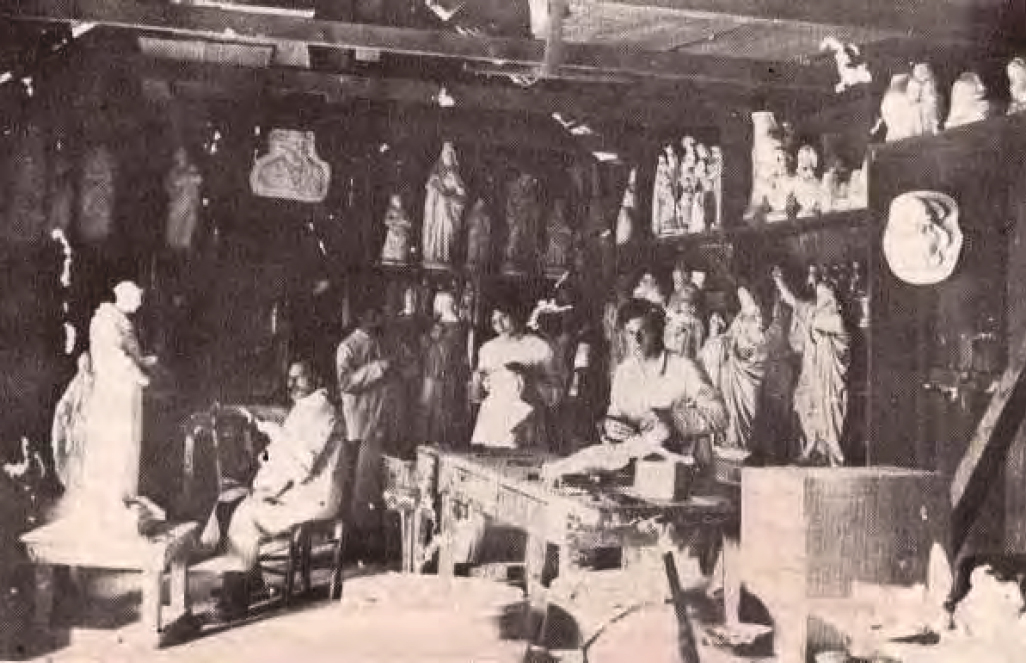
O Atelier Zambelli em 1912. Na foto, da esquerda para a direita, Tarquinio (sentado) e os filhos Mário, Annunzia e Estácio.

A Família Zambelli foi uma família de artistas ítalo-brasileiros radicada em Caxias do Sul, dedicada em especial à estatuária sacra e à decoração de templos e residências. Os Zambelli se tornaram notórios na região de colonização italiana do Rio Grande do Sul, fundando uma tradição artística popular e longeva. 

## Tarquinio Zambelli
O fundador da família foi Tarquinio Zambelli, nascido em Canneto sull'Oglio, na Itália, em 8 de setembro de 1854, filho de um entalhador de nome Angelo, sobre quem praticamente nada se sabe. Cursou a Escola de Belas Artes de Milão, aprendendo as técnicas da pintura, escultura e decoração, formando-se com apenas 16 anos. Com 24 anos, já tendo conquistado alguma fama em sua terra, casou-se com Rosa Pizzon. Mudou-se para o Brasil em meados de 1883 por sugestão de sua irmã Adelaide, que já vivia em Caxias do Sul, casada com um engenheiro que abria estradas na região.
Seu primeiro filho, Michelangelo, nasceu ainda na Itália, e no Brasil teria mais quatro: Mário, Annunzia, Estácio e Raffaele. A todos introduziu no ofício, levando-os para trabalhar consigo. Enviuvou em 1915, e de suas segundas núpcias com Carmella Troian, celebradas em 1916, teve mais três filhos, Edmundo Valentim, Angelo Raphael e Américo. Um deles também se dedicaria às artes, Edmundo.

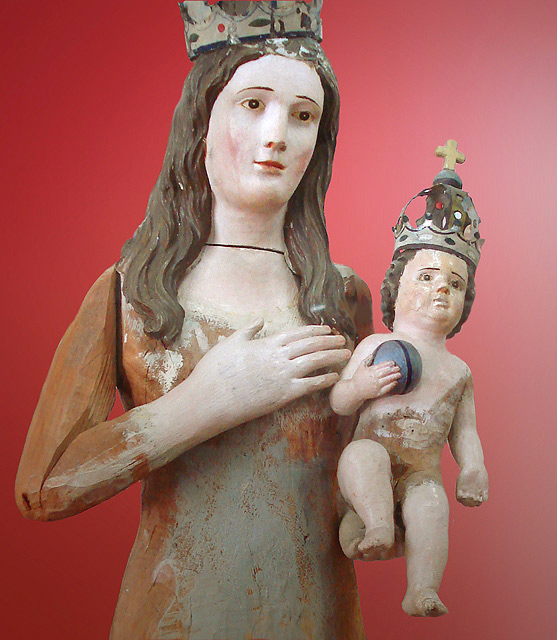
Tarquinio Zambelli: Nossa Senhora da Misericórdia, 1885, uma de suas primeiras obras. Museu Municipal de Caxias do Sul.

Apesar de seu treinamento qualificado, Tarquinio não encontrou boas condições de trabalho na colônia. Suas obras iniciais refletem essa precariedade, sendo rústicas e em regra de pequenas dimensões. Além disso, o mercado era muito acanhado, limitando-se quase exclusivamente à estatuária devocional para um público reduzido e, em sua grande maioria, pobre. Mas em poucos anos já tinha grande clientela em toda a região, podendo sustentar sua família numerosa com relativo conforto, como atestam fotografias onde aparecem ele e os seus com trajes da moda.
Dominava uma multiplicidade de técnicas, como consta na publicidade de seu atelier, a que chamava de "Grande Laboratório Artístico", sugerindo, como pensa Nátali Lazzari, uma índole inquisitiva e uma ênfase na técnica. Também projetou algumas capelas e realizou sua decoração interna. Participou de vários salões de arte no estado e no Brasil, e em todos foi premiado, a maioria das vezes com medalha de ouro. Através de seus laços familiares na Itália, enviou obras para certames artísticos, e também lá recebeu distinções, mas não há registro de quais obras teria apresentado nessas ocasiões.
Concentrou suas atividades no nordeste gaúcho, na área onde se fixaram os colonos italianos. Entre suas obras principais estão o grupo de Nossa Senhora do Rosário de Pompeia com São Domingos e Santa Catarina, originalmente destinada para a Igreja das Dores, e o Cristo Morto da Catedral de Caxias do Sul. Sua peça mais impactante, porém, uma Pietà com Jesus morto em seus braços, em tamanho natural, de intensa dramaticidade, não foi terminada. Após produtiva carreira, Tarquinio faleceu em 17 de julho de 1934. Em sua homenagem, seu nome foi dado a uma rua em Caxias do Sul. Foi talvez, como afirma Athos Damasceno, o mais prolífico escultor sacro do estado, criando uma tradição de grande aceitação e longevidade. Outros autores, como Lazzari, João Spadari Adami e Luís de Boni, o colocam em posição privilegiada, vendo nele o mais importante santeiro da região colonial italiana.

## Michelangelo Zambelli

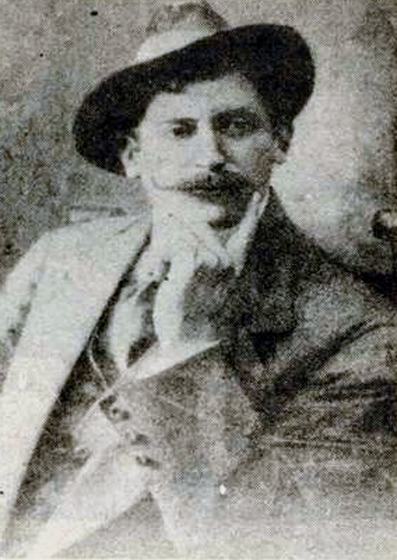
Michelangelo Zambelli.

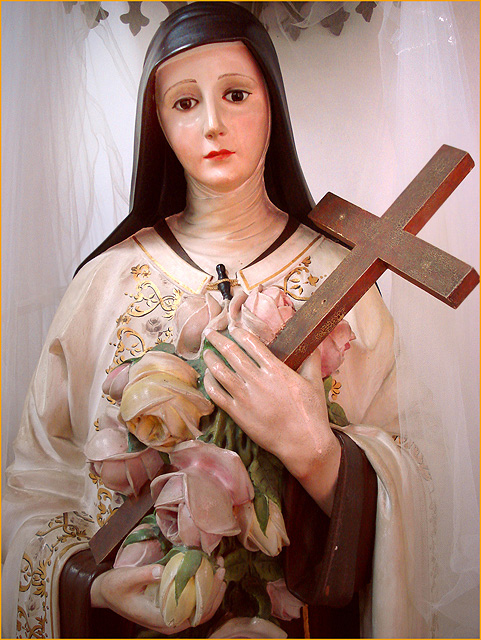
Michelangelo Zambelli: Santa Teresa de Lisieux, Museu Municipal de Caxias do Sul.

Dos filhos de Tarquinio, Michelangelo foi o que granjeou maior notoriedade. Nascido ainda na Itália em 26 de agosto de 1882, em Canneto sull'Oglio, aprendeu os primeiros elementos do ofício com seu pai. Ao atingir a idade escolar, foi enviado a Porto Alegre para estudar no Colégio Nossa Senhora do Rosário. Terminados os estudos elementares, voltou a Caxias. Percebendo que o filho era realmente talentoso, Tarquinio o enviou, com 16 anos, para se aperfeiçoar na Itália, hospedando-se com parentes e ingressando na Academia de Brera de Milão, onde se especializou em modelagem, decoração e arte aplicada à indústria. Participou da decoração de alguns palácios, realizou alguns bustos e rodeou-se de um círculo de amigos ilustrados com quem manteve correspondência por toda a vida.
Retornou a Caxias do Sul brevemente, com 21 anos, mas percebendo a limitação do mercado artístico local, logo seguiu para a capital do estado, onde esperava encontrar condições mais favoráveis. Ali desenvolveu intensa atividade, criando obras para igrejas, colégios, clubes, residências e logradouros públicos. Desejando ampliar seus conhecimentos ainda mais, viajou, junto com seus irmãos Estácio e Mário, para Buenos Aires, onde aprofundou seus estudos e participou da decoração do Teatro Colón, além de realizar outros trabalhos, realizar exposições e dirigir uma empresa, o Atelier de Escultura P. Piedra Arenistica.
Dez anos depois voltou a Caxias do Sul, casou-se com Adelina Stangherlin, sua prometida desde a infância e filha de Pietro Stangherlin, antigo rival de Tarquinio, e estabeleceu um atelier na rua Júlio de Castilhos por volta de 1914, onde também manteve uma escola de desenho. Desde lá produziu uma infinidade de peças profanas e sacras, especializando-se nestas últimas. Seguiu os padrões convencionais para representação hagiográfica, produzindo principalmente peças em gesso destinadas à multiplicação através de moldes. Muitas apresentam delicada expressividade e as cópias em geral recebiam acabamento bastante esmerado, sendo pintadas à mão.
O seu atelier tornou-se famoso não só na cidade mas em toda a região de colonização italiana, tanto pelas suas estátuas como pelos trabalhos de decoração de igrejas, capelas e residências. Alguns de seus trabalhos mais interessantes são as estátuas de Nossa Senhora das Dores e o Nosso Senhor dos Passos, na Capela do Santo Sepulcro, a imagem de Santa Teresa hoje no Museu Municipal de Caxias do Sul, e a estátua da Liberdade, que está instalada na praça Dante Alighieri, no centro da cidade, sobre uma coluna ornamental de Silvio Toigo. Em Caxias do Sul recebeu um diploma de honra ao mérito, nove medalhas de ouro e três medalhas de prata em exposições locais, participou de certames artísticos também em Porto Alegre e colaborou na elaboração do projeto da Igreja de São Pelegrino.
Sua esposa Adelina o auxiliava em sua produção artística, responsabilizando-se pela pintura das estátuas. Após a morte do marido, em 10 de abril de 1940, Adelina assumiu o atelier e o levou adiante junto com o sócio Nilo Tomasi. Nesta época assumiu a criação da estatuária Ludovina Valesca Reis, empregando diversos auxilares, entre eles Mário Spiandorello, André Schiavo e Nadyr dalle Molle. Adelina morreu em 20 de setembro de 1994, Ludovina aposentou-se em 2003, e nesta altura o atelier já estava em declínio. No ano seguinte, sem uma liderança assegurada, fechou suas portas, depois de ter povoado de imagens toda a região. Parte do acervo remanescente foi disperso, mas cerca de mil peças, entre estátuas, moldes e ferramentas, foram adquiridas pela Festa Nacional da Uva S.A., que montou no seu parque de exposições um museu em sua memória, o Memorial Atelier Zambelli.

## Mário Cilo Zambelli
Mário nasceu em 23 de outubro de 1892 em Caxias do Sul, e desde pequeno mostrou talento para a escultura, sendo ensinado por seu pai. A exemplo de seu irmão Michelangelo, também ele viajou à Europa buscando aperfeiçoamento, estudando na França e na Itália, especializando-se na arte cemiterial e na decoração de prédios. Voltando ao Brasil, logo acompanhou seus irmãos a Buenos Aires, também colaborando na decoração do Teatro Cólon e em outros edifícios, aproveitando a oportunidade do contato com mestres afamados para refinar seus conhecimentos de maquetes, desenho e modelagem.
Voltando a Caxias do Sul, encontrou o mercado dominado por seu pai e pelo seus irmãos Michelangelo e Estácio, e teve de buscar sustento em outras paragens. Assim, deslocou-se para Pernambuco, onde permaneceu por dez anos conquistando grande freguesia. Depois decidiu retornar ao sul, fixando-se em Vacaria, onde montou uma oficina que empregava diversos auxiliares e atendia a toda região. Destacam-se na sua produção as lápides gravadas, com um estilo decorativo requintado cheio de motivos florais em intrincados e minuciosos entrelaçamentos. Também ali dedicou-se à arquitetura, criando o projeto de várias residências e templos num estilo eclético, sendo o prédio do Clube do Comércio talvez sua maior obra neste campo. Casou-se em Vacaria, em segundas núpcias, com Otacília Maria de Lima e teve um filho, Adão Zambelli. Faleceu na mesma cidade em 28 de outubro de 1948.

## Estácio Frederico Zambelli

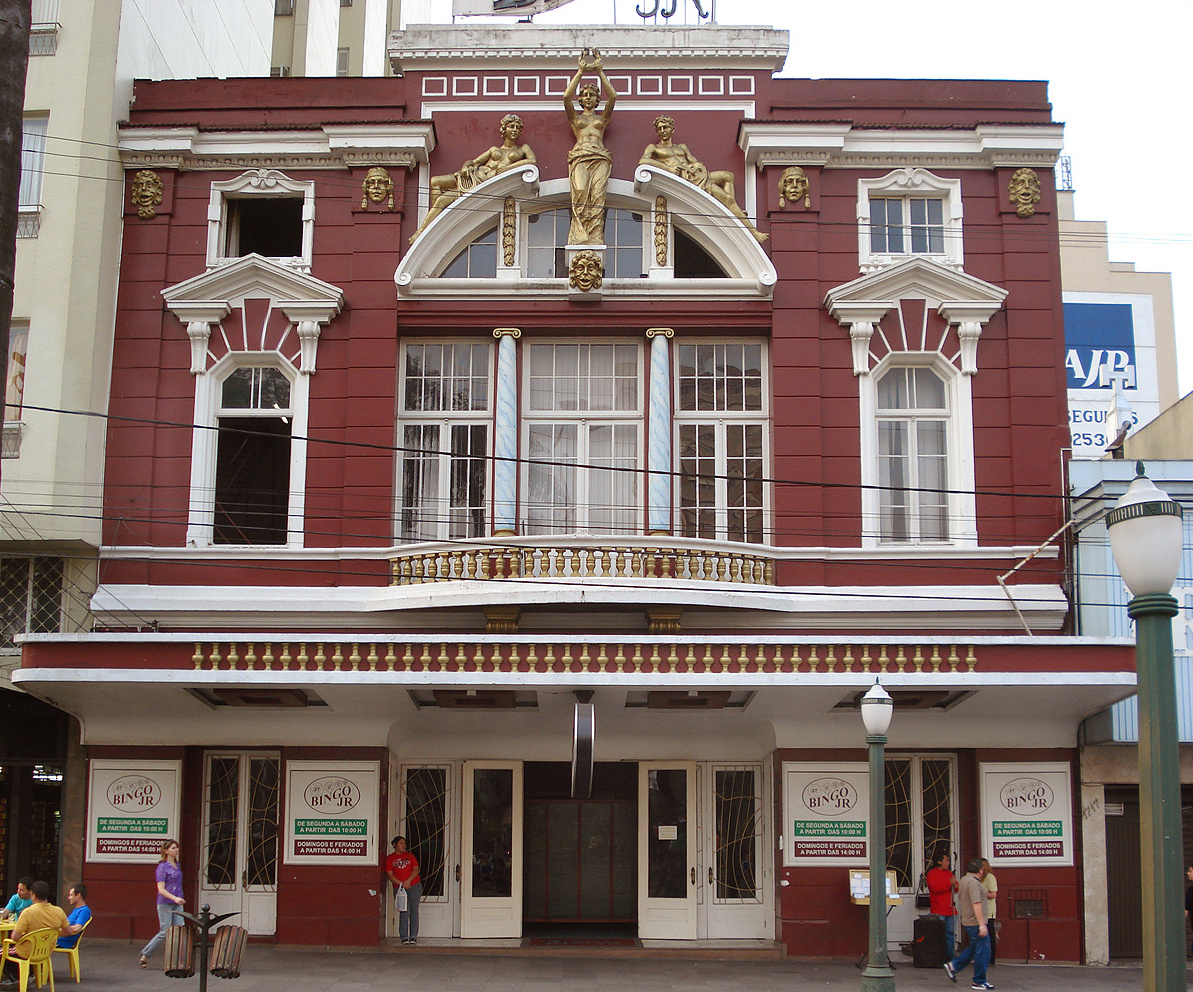
Antigo Cine Central. A decoração escultórica da fachada é de Estácio Zambelli.

Nasceu em 3 de abril de 1896 em Caxias do Sul e ali faleceu em 10 de março de 1967. Aprendeu, como seus irmãos, as primeiras lições de escultura com seu pai. Com 14 anos, entristecido com a morte da sua mãe, começou a trabalhar profissionalmente. Mais tarde viajou para a Europa várias vezes para aprofundar seus estudos em cursos breves e intensivos, interessando-se pela pesquisa de novos materiais. Excursionava muito, procurando conhecer antigos monumentos. De lá voltando, abriu um atelier próprio de escultura ao mesmo tempo em que mantinha um negócio de importação e comércio de uma variedade de itens, desde motocicletas até panelas de pressão, e também objetos de culto.
Dedicou-se à estatuária sacra em madeira e gesso, e consta que trabalhava com muita facilidade e rapidez, apesar de ser daltônico, precisando solicitar auxílio freqüente de outras pessoas no momento de pintar as estátuas. Também cultivou amadoristicamente a pintura, seguindo um estilo conservador, e desenvolveu apreciável habilidade ao violino. Seu atelier tornou-se bem sucedido e atendia a boa parcela do mercado de arte local, e exportava peças até mesmo para o Nordeste. Em torno de 1947 o atelier incendiou, destruindo todo seu equipamento e acervo, deixando-o em difíceis condições financeiras e obrigando a uma drástica redução em suas atividades.
Dentre suas inúmeras obras se incluem as estátuas da Maria Bambina (Maria bebê), de Santa Inês e do Cristo crucificado, todas na Catedral de Caxias do Sul, a decoração escultórica na fachada do antigo Cine Central, e a Via Sacra em relevo e imagens do altar da Igreja de Nossa Senhora de Lourdes.

## Raffaele Zambelli
Raffaele era o filho mais moço do primeiro casamento de Tarquinio, tendo nascido em 15 de março de 1899 em Caxias do Sul. Também foi introduzido na escultura por seu pai e viajou depois para Buenos Aires para aprofundar-se na técnica. Em seguida transferiu-se para o Rio de Janeiro, e de lá para a Itália, onde serviu no exército italiano como sargento e foi feito prisioneiro de guerra, sendo enviado a Langensalz, Alemanha. Lá faleceu em virtude de uma pneumonia em 2 de março de 1918. Apesar de ter formação como escultor não há registro de obras suas remanescentes.

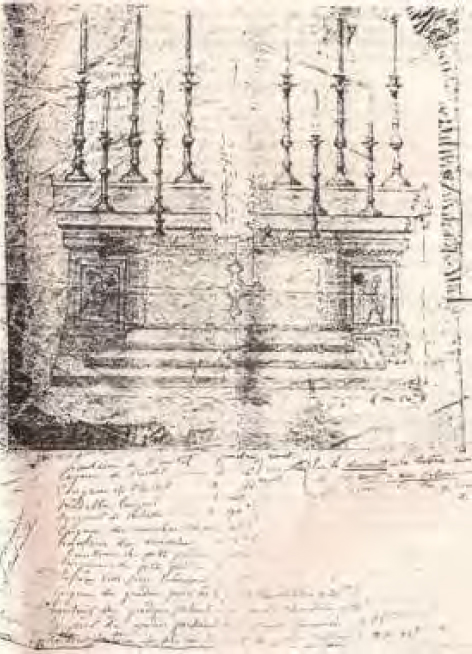
Tarquinio Zambelli: projeto de altar, início do século XX.
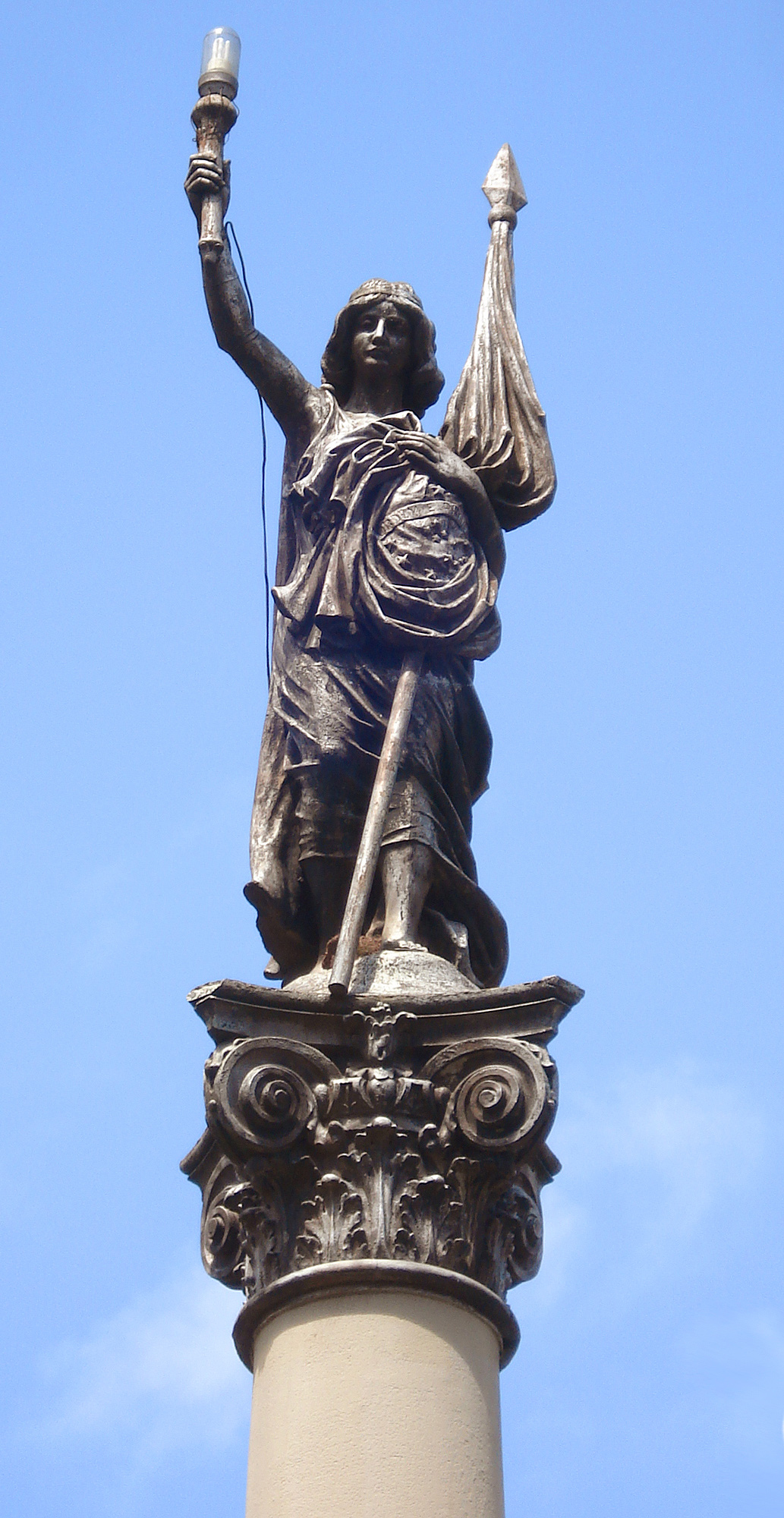
Michelangelo Zambelli: estátua da Liberdade, Praça Dante Alighieri, Caxias do Sul.
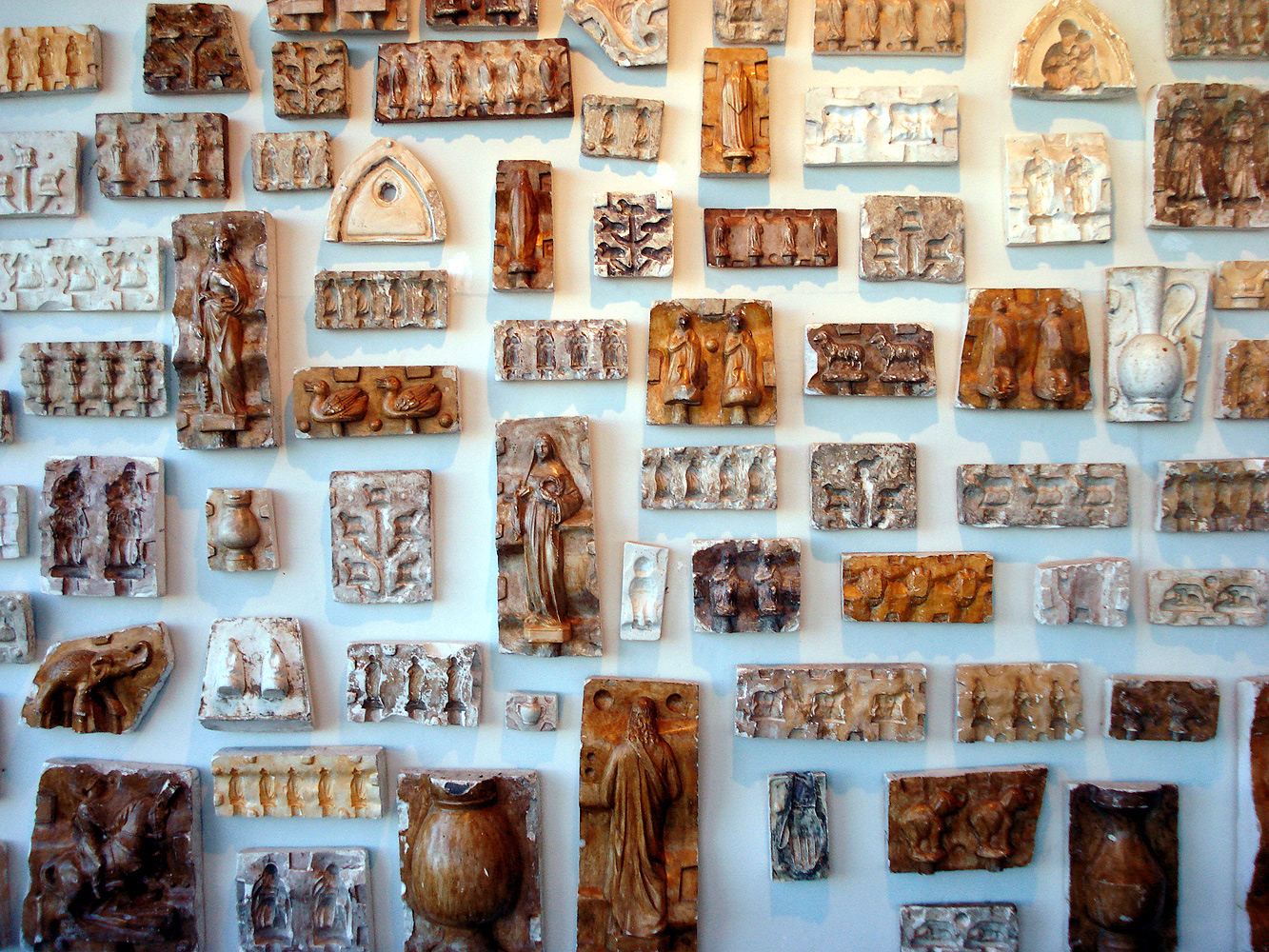
Moldes usados para a reprodução de estátuas e outros itens, no Memorial Atelier Zambelli.
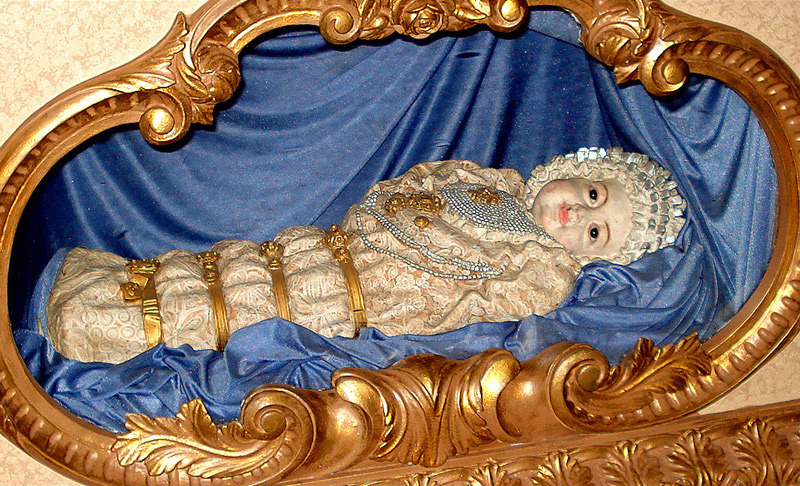
Estácio Zambelli: Maria Bambina. Catedral de Caxias do Sul.

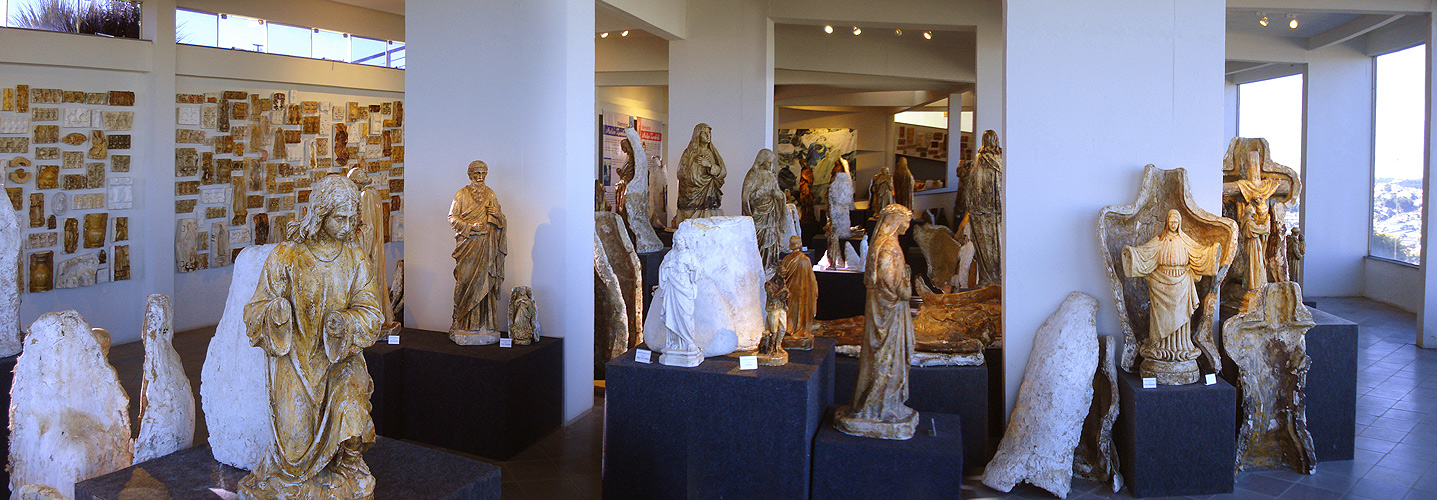
Vista do interior do Memorial Atelier Zambelli.